# 기미사라즈 타워

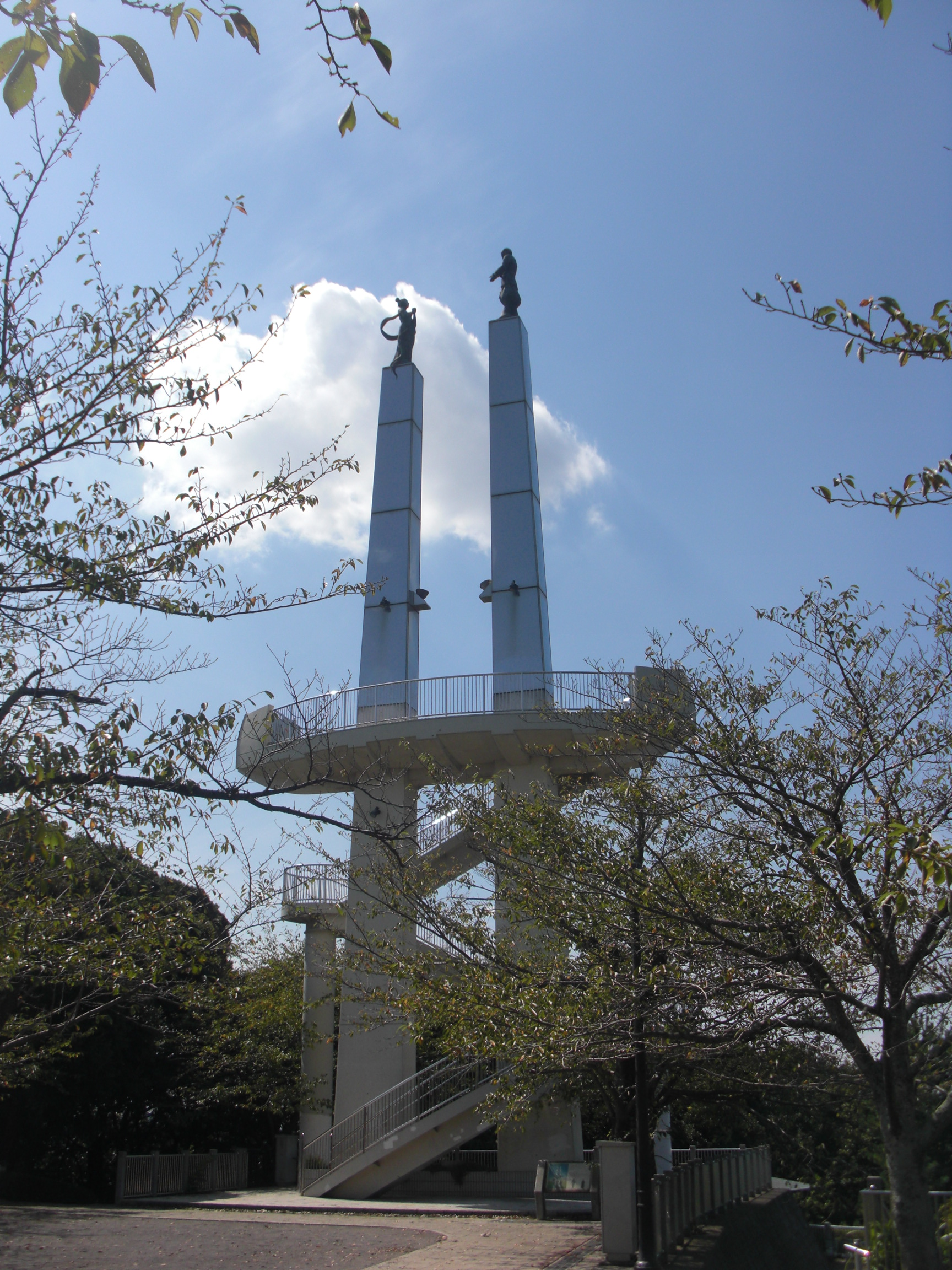
타워의 모습.

기미사라즈 타워(일본어: きみさらずタワー)는 일본 지바현 기사라즈시의 오다야마 공원에 있는 탑이다. 기사라즈 시에 전해지는 전설을 바탕으로 한 건축물로, 탑 끝에 야마토타케루와 오토타치바나히메의 동상이 서로를 바라보는 형태로 서있다. 1992년에 기사라즈 시의 승격 50주년을 기념해 세운 것이다. 전망대에서는 기사라즈 시내, 도쿄 만, 그리고 도쿄 만 건너편의 도쿄 타워와 요코하마 랜드마크 타워도 볼 수 있다. 지바 현이 선정한 《지바 조망 100선》 중 하나이다. 전설에 따르면, 자신을 구하기 위해 오토타치바나히메가 바닷물에 뛰어내린 것을 슬퍼한 야마토타케루가 이 땅의 이름을 "기미사라즈" (君不去)라고 지은 것이 나중에 기사라즈 (木更津)의 유래가 되었으며, 탑의 이름은 이 "기미사라즈"라는 이름에서 딴 것이다.

## 참고 문헌
- 기사라즈시 (1972년), 《기사라즈 시의 역사 (木更津市史)》 , 총 1167쪽.